# Sandwich al tonno
Il sandwich al tonno (tuna sandwich, tuna fish sandwich e tuna salad sandwich in lingua inglese) è un sandwich a base di insalata di tonno tipico degli Stati Uniti d'America. Oltre al tonno in scatola, la maionese e altri ingredienti aggiuntivi da usare per preparare l'insalata come, ad esempio il sedano e la cipolla, il panino può contenere ortaggi e frutti a piacere. Esistono diverse varianti dell'alimento.

## Storia
Benché facesse già parte della cucina casalinga negli USA durante l'Ottocento, il sandwich al tonno iniziò a guadagnare notorietà a partire dall'inizio del secolo successivo. Nel 1893, una socialite di New York di nome Dell Montjoy Bradley scrisse un libro di cucina gourmet intitolato Beverages and Sandwiches for Your Husband's Friends dove figura la ricetta dei Tonno or thon mariné sandwiches in cui è previsto l'uso di pesce importato.
Secondo Mari Uyehara, vincitrice del James Beard Foundation Award, il sandwich al tonno sarebbe un "emblema della classe operaia statunitense" dal momento che viene preparato utilizzando "tre cibi pronti particolarmente rappresentativi del periodo che segue la rivoluzione industriale, ovvero tonno in scatola, pane di frumento affettato e maionese". Intorno al 1904 si diffuse negli USA la pratica di inscatolare il tonno, mentre, negli anni venti, il tonno confezionato divenne un'apprezzata e più economica alternativa al salmone in scatola. Nello stesso periodo, l'immigrato tedesco di stanza a New York Richard Hellmann iniziò a produrre in serie la maionese, l'altro ingrediente di base dell'insalata di tonno, che veniva utilizzata dalle attività che lavoravano nel campo della ristorazione commerciale. Nel 1912, Hellman vendeva vasetti a bocca larga di maionese ai clienti al dettaglio adottando il marchio Hellmann's. Il pane a fette prodotto industrialmente iniziò ad essere presente negli scaffali dei punti vendita americani nel 1928, ma iniziò essere venduto a livello nazionale solo due anni dopo. Nel 1933 il pane affettato era quello più comune nei negozi di alimenti del Paese.
Reuben Swinburne Clymer, il gran maestro dell'organizzazione rosacrociana Fraternitas Rosae Crucis, che fu attiva dal 1922 al 1966, era un sostenitore del pescetarianismo e scrisse assieme a Clara Witt The Rose Cross Aid Cook Book (1917) in cui viene spiegato come preparare diversi panini a base di pescato in scatola, comprendenti quelli con salmone, gamberi e tonno. Le ricette prevedono che il pesce debba essere adagiato su fette di pane con burro, maionese e una foglia di lattuga. Un ricettario istituzionale del 1924 spiega come preparare un lotto di 50 tramezzini al tonno. Gli ingredienti includono tonno in scatola, sedano tritato e un condimento per insalate che funge da alternativa alla maionese noto come boiled dressing. L'insalata di tonno veniva servita tra fette di pane imburrato.
Negli anni trenta l'offerta di tonno in scatola nella West Coast non riusciva a stare al passo con la domanda. Durante la seconda guerra mondiale, l'Office of Price Administration chiese ai ristoranti dell'area metropolitana di New York di mettere in risalto nei loro locali i prezzi di 40 cosiddetti "prodotti alimentari fondamentali", tra i quali vi era il Tuna Fish Salad Sandwich. Durante la fine degli anni quaranta la quantità di tonno in scatola disponibile sul suolo statunitense aumentò in modo significativo. Nel 1950 furono prodotte 8.500.000 libbre (corrispondenti a 3.855.535,145 chilogrammi) di tonno in scatola e il Dipartimento dell'agricoltura degli Stati Uniti d'America lo classificò come "alimento abbondante".
Gli chef James Beard, Julia Child, Craig Claiborne e Sue Kreitzman, conosciuta per i suoi libri sul comfort food, apprezzavano i sandwich al tonno. David Rosengarten propose un sandwich con un'insalata di tonno semplice e molto cremosa dove gli ingredienti venivano tritati finemente. Secondo qualcuno, il pâté di pesce di Rosengarten ricorderebbe l'alta gastronomia di New York.
Negli Stati Uniti il 52% del tonno in scatola viene utilizzato per preparare dei panini. Secondo il New York Times, il sandwich al tonno sarebbe "il cardine dell'infanzia di quasi tutti gli americani".

## Ingredienti
Il sandwich al tonno statunitense viene preparato usando due fette di pane in cassetta che racchiudono un'insalata a base di tonno in scatola, maionese e altri ingredienti tra cui sedano tritato, sottaceti tritati o relish di sottaceti, uova sode cotte per un lungo periodo di tempo affinché si solidifichino bene (hard-boiled eggs), cipolle, cetrioli, mais dolce e/o olive nere. Il panino al tonno può anche contenere, se desiderati, olio d'oliva, Miracle Whip, crema per insalata, senape o yogurt, al posto o in aggiunta alla maionese. Il sandwich può essere condito con lattuga, pomodoro, cetrioli, germogli di soia e/o avocado.

## Valori nutrizionali

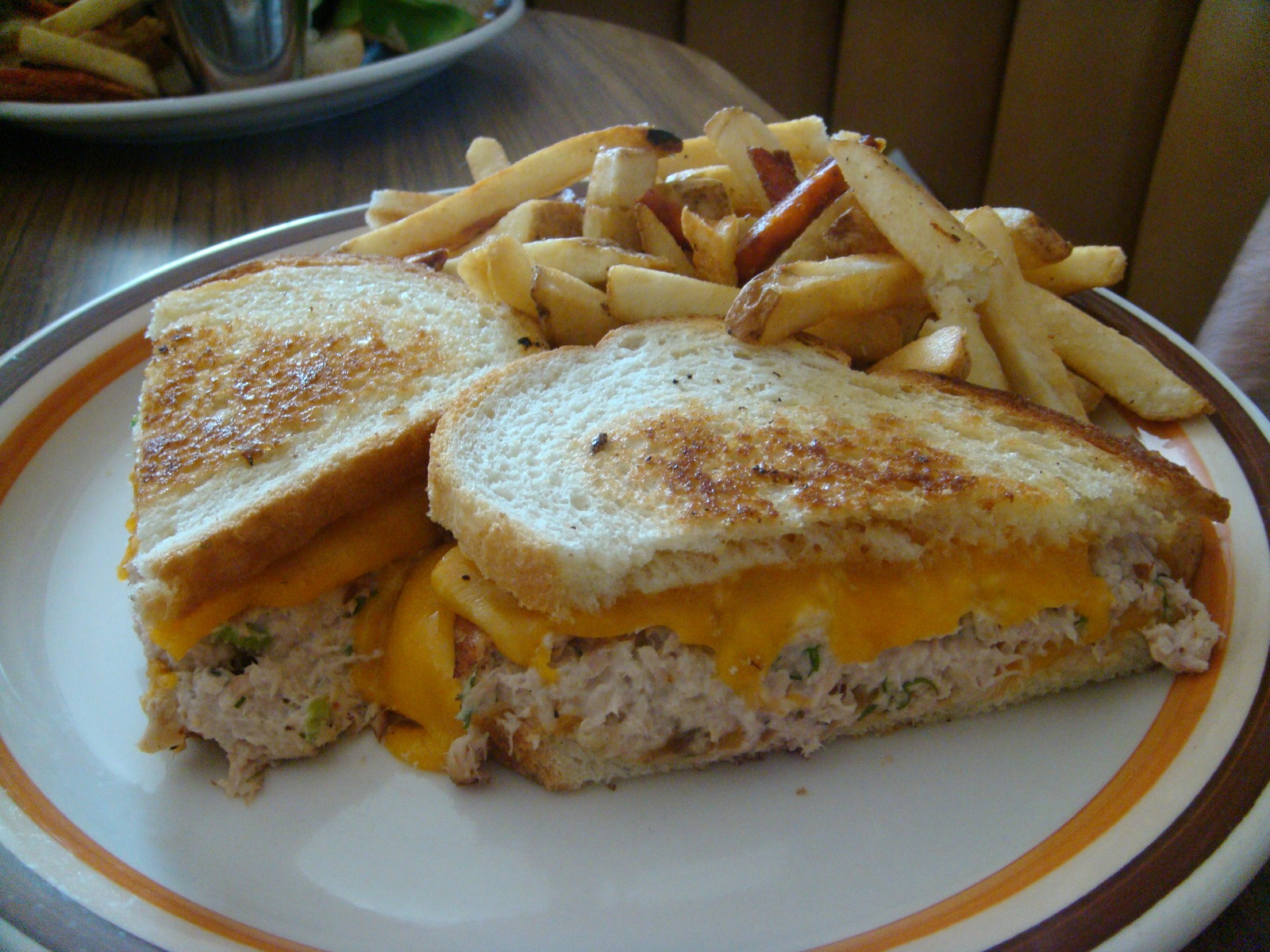
Tuna melt con patate fritte

Il tonno è un alimento relativamente ricco di proteine e contiene molti acidi grassi omega-3. Un panino composto da 100 grammi di tonno e due fette di pane bianco tostato ha circa 287 calorie, 96 delle quali provenienti dal grasso (10,5 grammi di grasso). Contiene anche 20 grammi di proteine e 27 grammi di carboidrati.
Un sandwich al tonno più grande e prodotto con alimenti industriali ha solitamente un maggiore quantitativo di calorie. Un panino della Subway da 15 centimetri e che pesa 238 grammi ha 480 calorie, 210 di quelle di grasso, 600 milligrammi di sodio e 20 grammi di proteine.

## Varianti
Il tuna melt è una variante del melt sandwich con tonno. Questa versione del panino al tonno viene descritta in un articolo del New York Times del 1951.
Il tuna boat viene preparato usando un bun per hot-dog o un pagnotta al posto del pane in cassetta.
Se il panino presenta del tonno fresco al posto dell'insalata di tonno esso prende il nome di grilled tuna sandwich.